# بوب شارلبويس
بوب شارلبويس هو لاعب هوكي جليد كندي، ولد في 27 مايو 1944 في كورنوال في كندا.

## وصلات خارجية
- بوب شارلبويس على موقع دوري الهوكي الوطني (الإنجليزية)
- بوب شارلبويس على موقع EliteProspects.com (الإنجليزية)
- بوب شارلبويس على موقع HockeyDB.com (الإنجليزية)
- بوب شارلبويس على موقع Hockey-Reference.com (الإنجليزية)